# Ce sont amis que vent emporte
Ce sont amis que vent emporte est un roman d'Yves Navarre publié en 1991.
Le titre fait référence à un vers de Rutebeuf, tiré du poème « Que sont mes amis devenus ? », qui déplorait le départ et la perte d'êtres chers. Le sujet du roman est la mort apportée par le sida.
Les personnages principaux sont deux artistes qui vivent en couple depuis vingt ans à Montréal. Roch, le narrateur, est sculpteur, et David est danseur. Ils sont tous deux atteints du sida, mais David est entré en phase terminale et se meurt.
Par-delà le thème de la maladie, Ce sont amis que vent emporte restitue une histoire d'amour. Durant sept jours, Roch va s'occuper de David et voir mourir celui qu'il aime, avant de se confier au médecin.